# Yến đuôi nhọn lưng nâu
Hirundapus giganteus là một loài chim trong họ Apodidae.